# أبو العباس الغمري
أبو العباس شهاب الدين أحمد بن محمد بن عمر الواسطي الغمري المحلي الشافعي، والمعروف بـ "أبي العباس الغمري"، هو عالم وفقيه صوفي مصري من القرن الثامن الهجري. وُلد في ميت غمر بمصر عام 786 هـ (1384م)، وهو ينتمي إلى أسرة من أصول عراقية تعود إلى مدينة واسط. اشتهر بزهده وتقواه، وكان له تأثير كبير في مجال الفقه الصوفي، حيث كان من أبرز علماء التصوف في عصره.

## النشأة والتعليم
وُلد أبو العباس الغمري في أسرة فقيرة حيث توفي والده وهو في سن مبكرة. كانت والدته حريصة على تعليمه، فحفظ القرآن الكريم في سن مبكرة. ثم أرسلته إلى القاهرة لاستكمال دراسته في الأزهر الشريف، حيث التحق بدراسة الفقه الشافعي. وقد تميز بتفوقه العلمي وزهده، حيث عُرف بتواضعه وبساطة حياته.

## حياته وزهده
اشتهر أبو العباس الغمري بحياة بسيطة وزاهدة، حيث كان يتقوت بقشر الفول والبطيخ وكان يعمل في تجارة العطور، وهي حرفة ورثها عن والده. ورغم فقره، كان يطلب منه الشيء فيبذله لطالبه مجانا دون مقابل، مما جعله محط احترام وتقدير في المجتمع. عُرف عنه التواضع والكرم، وكان يقدم العون والمساعدة لكل من يحتاج إليها. كما كان له دور كبير في إصلاح المجتمع وتعليم الناس أمور دينهم.

## مكانته في المجتمع
كان أبو العباس الغمري يحظى بمكانة كبيرة في المجتمع المصري خلال فترة حكم المماليك البرجية. اشتهر بصلاحه وكان له العديد من الأتباع والمريدين من مختلف أنحاء مصر. وقد عُرف بين سلاطين المماليك، مثل السلطان قايتباي، الذي كان يتمنى لقاءه، إلا أن هذه الفرصة لم تتح له. ومع ذلك، زار السلطان محمد الناصر، ابن السلطان قايتباي، أبو العباس الغمري في إحدى المرات.

## تراثه
ترك أبو العباس الغمري العديد من المؤلفات التي تركز على الفقه الإسلامي والتصوف. من أبرز كتبه:
- النصرة في أحكام الفطرة
- محاسن الخصال في بيان وجوه الحلال
- الانتصار لطريق الأخيار
- الرياض المزهرة في أسباب المغفرة
- قواعد الصوفية
- الحكم المشروط في بيان الشروط
- الوصية الجامعة والمناسك

كان لأبي العباس الغمري دور مهم في مجال العمران الديني، حيث أسهم في بناء عدة مساجد في مختلف أنحاء مصر. من بين هذه المساجد:
مسجد في القاهرة: أنشأه في القاهرة لكن لم يبقى له آثار.
مسجد في ميت غمر: أسس مسجدًا في بلدته ميت غمر، ولكن لم يتبقَّ منه أيضًا سوى المئذنة.

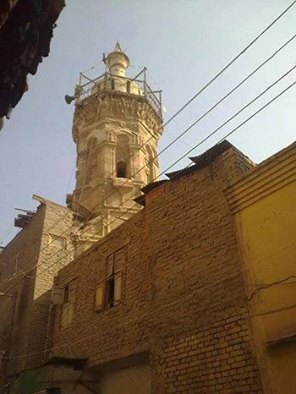
مئذنة مسجد التوبة

جامع التوبة في المحلة الكبرى: كان قد أسس مسجدًا في منطقة المحلة الكبرى، وكان معروفًا بأنها منطقة فساد في الماضي، ولكن بعد إعادة بناء المسجد أصبح يُعرف بـ"جامع التوبة". ورغم ذلك، لم يتبقَّ منه سوى المئذنة أيضًا.

## كراماته
كان أبو العباس الغمري معروفًا بالعديد من الكرامات التي نقلها أتباعه وطلاب العلم عنه. من أبرز كراماته:
كرامة صرة الفضة: أثناء سفر جماعته عبر البحر، سقطت منهم صرة تحتوي على فضة. على الرغم من أن المركب انحدر عدة أيام، أمر الغمري بتوقف المركب وأرسلهم إلى مكان معين للعثور على الصرة، وبالفعل عثروا عليها.
كرامة عمود الرخام: أثناء سفره كان يحمل عمودًا من الرخام على جملين، وعندما وصلوا إلى قنطرة ضيقة، حمل الجمل الآخر في الهواء ليعبر فوق القنطرة.
كرامة التمساح: في إحدى المرات، كان يحتاج لعبور نهر بين ميت غمر وزفتي، وعندما لم يجد المعدية، ركب على ظهر تمساح ليعبر النهر.

## وفاته
توفي أبو العباس الغمري في عام 905هـ (1499م) في مدينة المحلة الكبرى، حيث قضى آخر سنوات حياته. دُفن في المكان الذي عاش فيه.